# 24666 Miesvanrohe
24666 Miesvanrohe este un asteroid din centura principală de asteroizi.

## Descriere
24666 Miesvanrohe este un asteroid din centura principală de asteroizi. A fost descoperit pe 8 septembrie 1988 la Tautenburg de Freimut Börngen. Asteroidul prezintă o orbită caracterizată de o semiaxă mare de 2,77 ua, o excentricitate de 0,22 și o înclinație de 2,0° în raport cu ecliptica.